# Stéphane Leduc
Pour les articles homonymes, voir Leduc.
Stéphane Armand Nicolas Leduc (1er novembre 1853 à Nantes - 8 mars 1939 à Nantes), est un biologiste et chimiste français qui fut professeur à l'École de médecine de Nantes. Il crut avoir identifié les mécanismes chimiques de genèse et de morphogenèse du vivant lors de ses études sur la cristallisation osmotique. Il étudia également les effets physiologiques du courant électrique. En France, il est l'un des précurseurs de la radiothérapie externe car il comprend l'intérêt des rayons X en cancérologie.
Il est probablement à l'origine du terme « biologie synthétique », branche active du génie biologique depuis les années 1970.

## Biographie
Professeur à l'Ecole de médecine de Nantes, actif dans la promotion de l'hygiène et de la médecine publique en Loire-Inférieure, Leduc se passionne pour les origines de la vie sur Terre. Contre les thèses de Pasteur, il est l'un des derniers partisans de la génération spontanée en France : selon lui, la vie résulterait d'un phénomène d’auto-organisation chimique. Cette opinion lui est venue de l'observation des macrostructures qu'il a obtenues par un procédé de cristallisation particulier, dont les formes et la taille sont similaires à celles d'organismes vivants primitifs (méduses, champignons).
Leduc obtient des sites de cristallisation (« graine artificielle ») en diffusant dans une solution de saccharose des sels de ferrocyanure. Ces sels forment un film à la surface de gouttes d'eau sucrée, et engendrent une pression osmotique suffisante pour provoquer un « bourgeonnement » : la solvatation décuple le volume des noyaux de sucre, qui peuvent parfois projeter des noyaux secondaires à distance. Leduc y voit un mécanisme primitif de reproduction.
Les raisonnements analogiques de Leduc sont contestés en France, à l'Académie des sciences comme dans la presse catholique, par le botaniste Gaston Bonnier, ; en revanche, ils trouvent un écho durable dans le monde anglophone : d'Arcy-Thompson donne par exemple un exposé détaillé des « modèles de diffusion » de Bénard et Leduc au chapitre IV de son célèbre essai Forme et croissance (1917).

## Distinctions
- Médaille des épidémies (1884)
- Officier d'académie
- Officier de l'Instruction publique (1898)
- Officier de la Légion d'honneur (décret du 23 février 1921)

## Œuvres
- S. Leduc, Les bases physiques de la vie et la biogenèse (1906), éd. Masson, Paris,
- S. Leduc, « La biologie synthétique, étude de biophysique », A. Poinat, 1912 (consulté le 28 août 2007)
- Œuvres de Stéphane Leduc sur le projet Gutenberg (œuvres traduites en anglais)